# بابلو كاسيريس رودريغيز
بابلو كاسيريس رودريغيز (بالإسبانية: Pablo Cáceres Rodríguez)‏ هو لاعب كرة قدم أوروغواياني، ولد في 22 أبريل 1985 في مونتفيدو في الأوروغواي. لعب مع أتليتيكو توكومان وتفينتي أنشخيدة وتيغري وريال مايوركا ونادي أومونيا ونادي تورينو ونادي دويسبورغ.

## وصلات خارجية
- بابلو كاسيريس رودريغيز على موقع الاتحاد الأوربي (الإنجليزية)
- بابلو كاسيريس رودريغيز على موقع قاعدة بيانات كرة القدم.إي يو (الإنجليزية)
- بابلو كاسيريس رودريغيز على موقع Soccerway.com (الإنجليزية)
- بابلو كاسيريس رودريغيز على موقع عالم كرة القدم.نت (الإنجليزية)
- بابلو كاسيريس رودريغيز على موقع AS.com (الإسبانية)